# Klein Curaçao
Klein Curaçao, toponyme néerlandais signifiant littéralement « Petit Curaçao » en français, est une petite île inhabitée des Petites Antilles qui se situe en mer des Caraïbes, à 10 kilomètres au sud-est de l'île de Curaçao.

## Géographie
L'île est très sèche et il y a peu de végétation. Les seules constructions de l'île sont les ruines d'une maison de gardiens d'un phare encore actif et quelques cabanes pour l'accueil des touristes. L'île est appréciée des touristes pour ses sites de plongée sous-marine grâce à la présence de récifs coralliens et pour ses plages désertes. Tous les jours, des bateaux font la navette entre Klein Curaçao et Curaçao.

## Histoire
De nombreux navires y firent naufrages tels le pétrolier Maria Bianca Guidesman (années 1960), le cargo allemand Magdalena (1934) ou le yacht français Tchao (années 2020).
Les esclaves transportés à Curaçao étaient débarqués à Klein Curaçao lorsqu'ils étaient malades et y restaient en quarantaine jusqu à leur rétablissement ou leur mort. S'ils mourraient, ils étaient enterrés à même le sable sur l'île.
Un premier phare est construit en 1847 et prend le nom de Prince Hendrik. Un ouragan le détruit en 1877. Enfin en 1913, un nouveau phare est établi. 

## Galerie

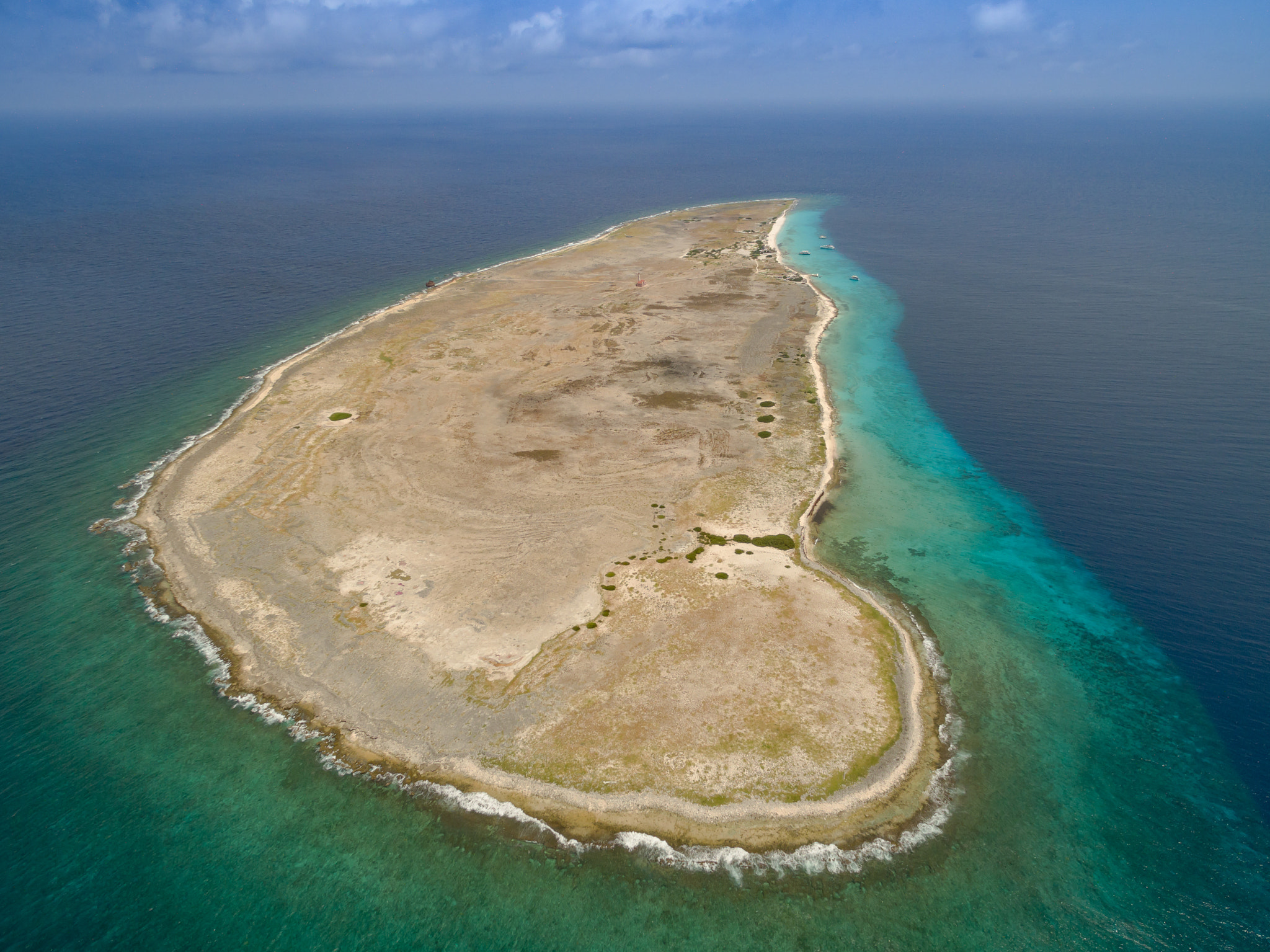
Klein Curaçao
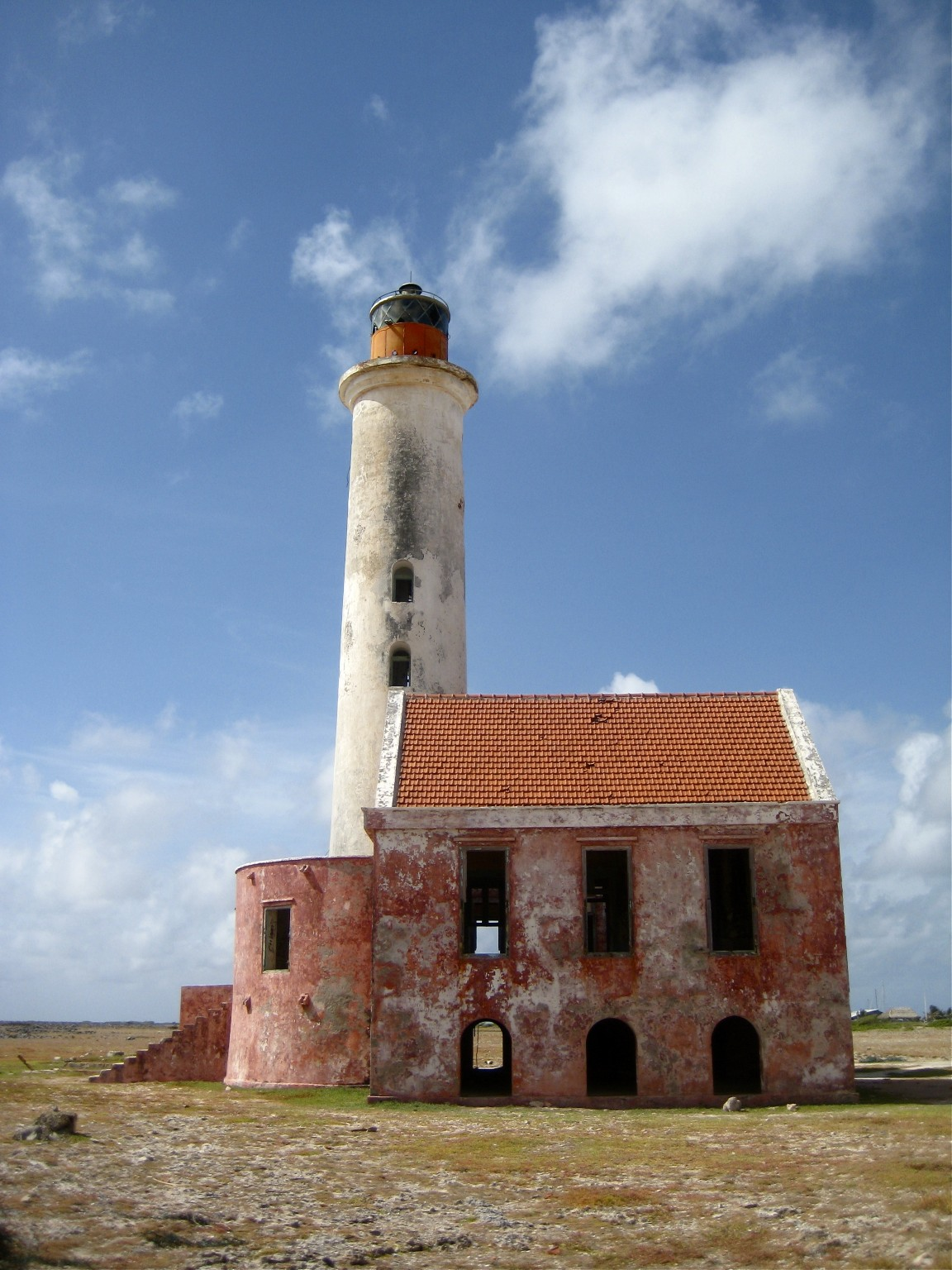
Phare
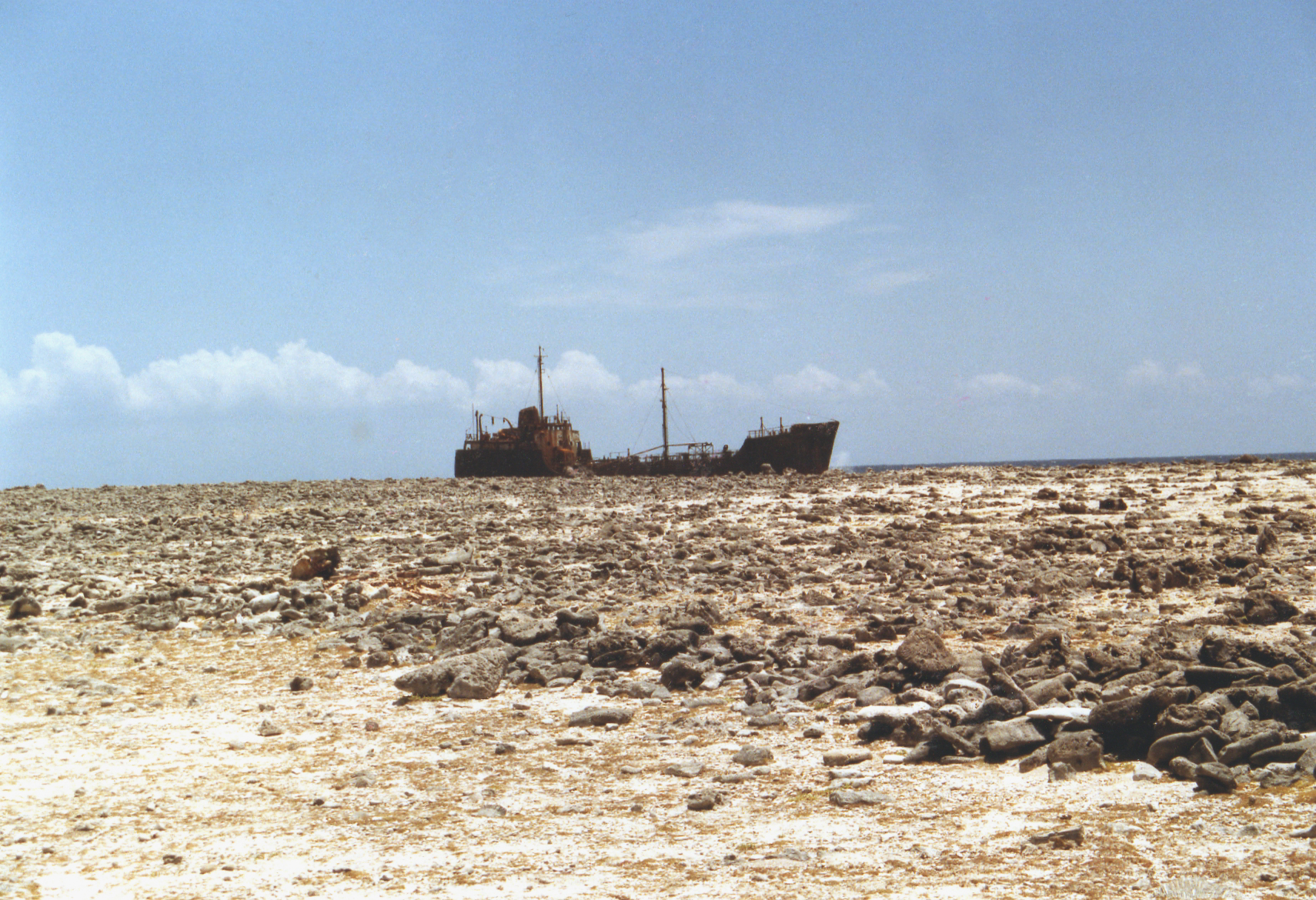
Épave de l'Augustus (1990)
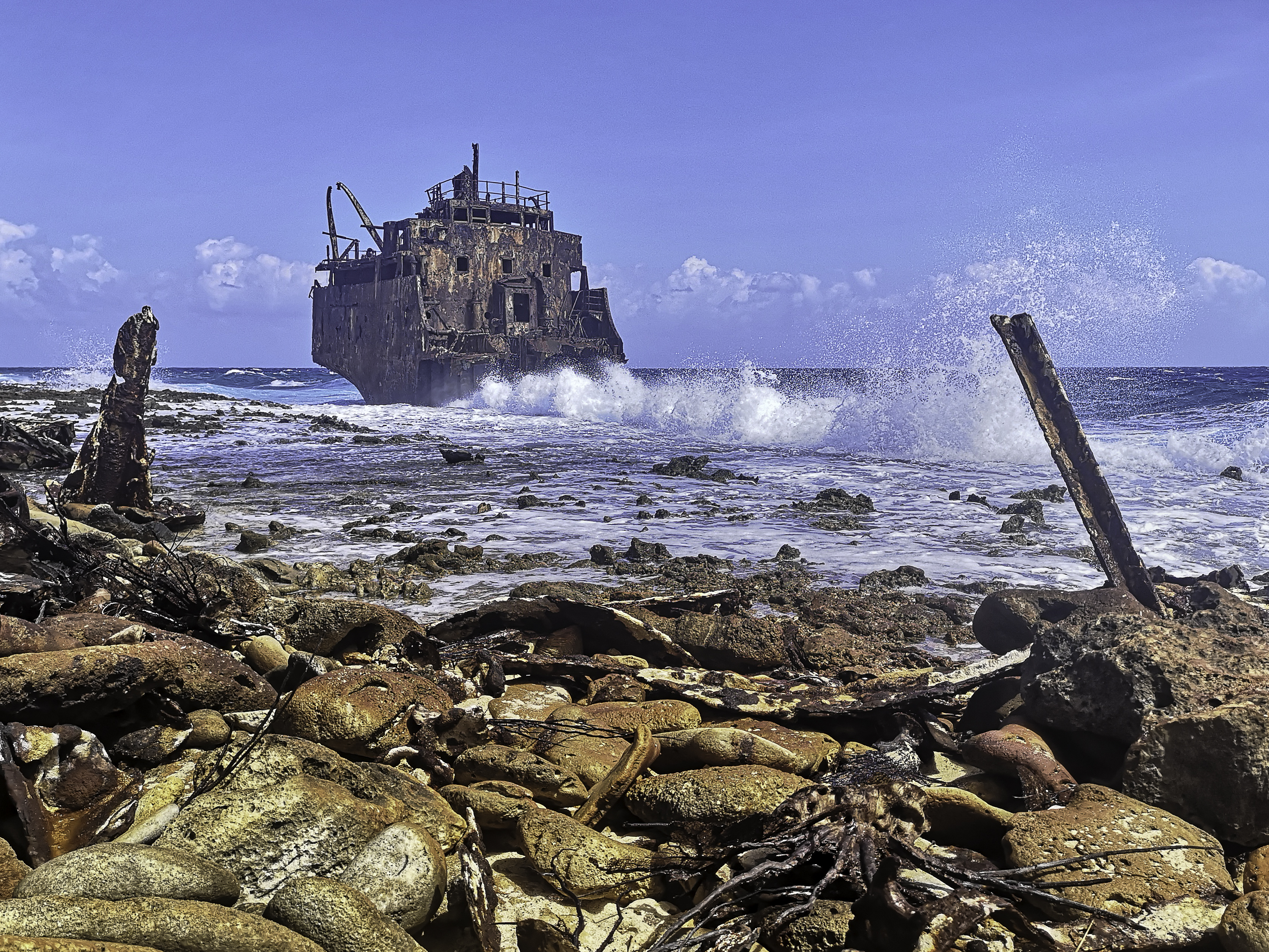
Épave du Maria Bianca Guidesman